# Stenia calceolaris
Stenia calceolaris là một loài thực vật có hoa trong họ Lan. Loài này được (Garay) Dodson & D.E.Benn. miêu tả khoa học đầu tiên năm 1989.

## Hình ảnh

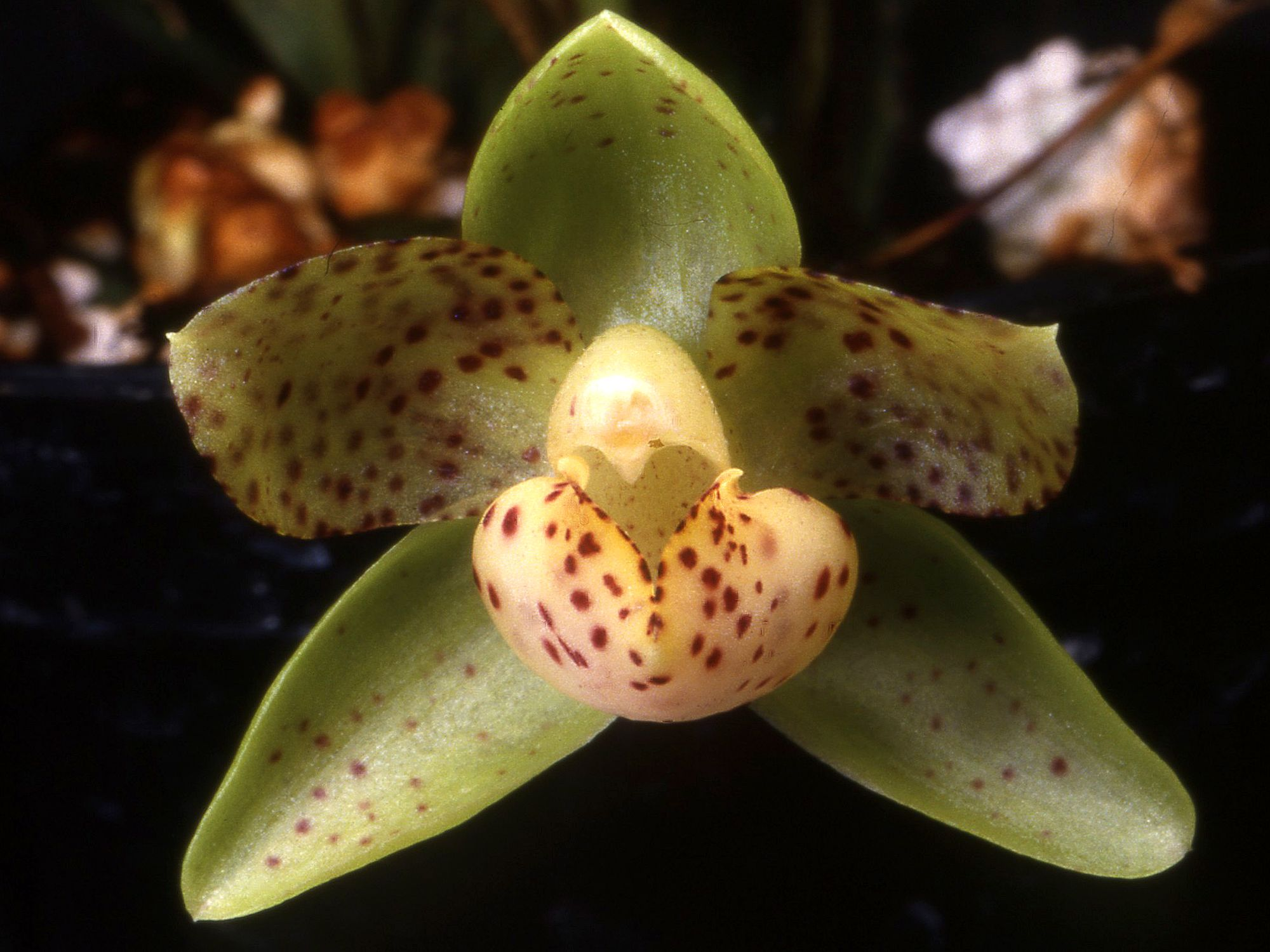
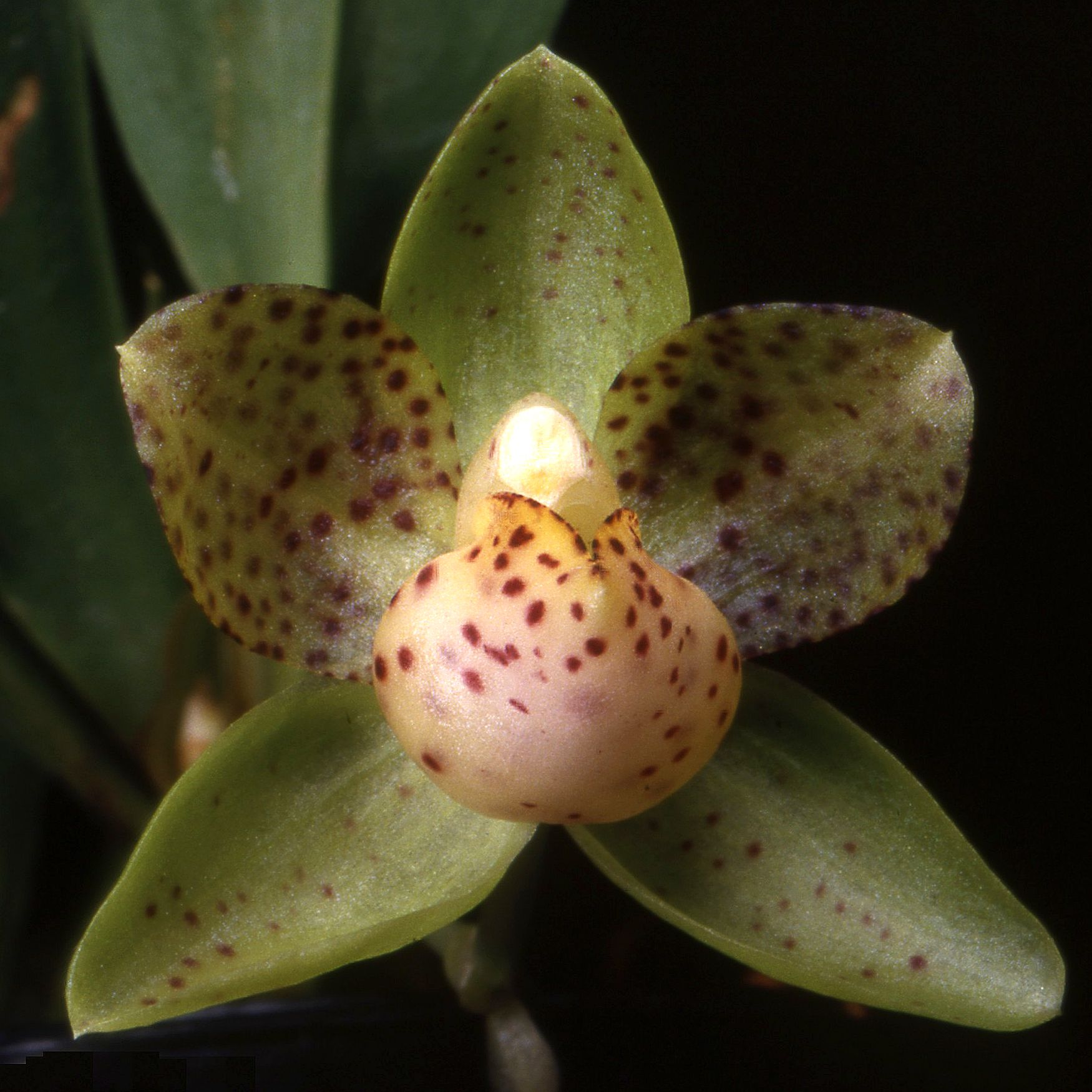